# Pogonophora letouzeyi
Pogonophora letouzeyi là một loài thực vật có hoa trong họ Peraceae. Loài này được Feuillet miêu tả khoa học đầu tiên năm 1993.